# 谷上車庫
谷上車庫（たにがみしゃこ）は、神戸市北区山田町下谷上にある神戸市営地下鉄の車両基地である。谷上駅の西500mの位置にあり、車庫内では列車留置の他に、検車、洗車などを行う。

## 概要
2020年6月1日に北神急行電鉄北神線の市営化により、神戸市が取得。
敷地面積は34,310m2で、これは阪神甲子園球場の3分の2の広さである。線路有効面積は15,300m2。転削など大掛かりな装置を必要とする作業は名谷車両基地で行っている。
1984年まであった阪急西宮北口駅のダイヤモンドクロスのレールの一部がここに保存されており、実際に基地内で使用される機械の移動等に使用され、鉄道の日イベントなどで公開される。

## 構内構造
南側に留置線5線があり、その北側に洗車線があり洗車機、洗車台が設置されている。洗車線の北側に検車線が設置されており、車両の搬入はここから行われる。その片隅には保線車の留置線がある。
検車線の北東側に3階建ての旧北神急行電鉄本社ビルであった事務所棟がある。車庫の北端には2階建ての検車施設があり、施設内にはピット線が2線ある。大半の検車はここで行われる。
線路の西側には駐車場がある。そこから検車施設の北側の道を下った所がゲートである。
車庫と本線をつなぐ出庫線は車庫の東端にある北神トンネルに一度入って300m程走行し、地上に出た所にある。

## 所属車両

### 現有車両
- 6000形

### 過去の車両
- 7000系

## 周辺
- 谷上駅
- 神戸市立谷上小学校
- 神戸市立山田中学校
- 神戸市消防局北消防署山田出張所
- 有馬街道

## 歴史
- 1983年
  - 3月10日 - 着工[1]。
- 1987年
  - 6月8日 - 第1編成搬入。
  - 10月8日 - 北神線の試運転開始。
- 1988年
  - 3月3日 - 北神線工事竣工。
  - 4月2日 - 北神線開業。
- 2020年
  - 6月1日 - 北神線の市営化に伴い神戸市営地下鉄の車両基地となる。
- 2023年
  - 8月18日 - ダイヤ改正に伴い一時使用休止。
- 2025年
  - 3月15日 - 神戸市営地下鉄の西神車庫と統合する。同時に西神車庫廃止。